# Хотня (Татарстан)
Хотня — село в Арском районе Татарстана. Входит в состав Ташкичинского сельского поселения.

## География
Находится в северо-западной части Татарстана на расстоянии приблизительно 24 км по прямой на север от районного центра города Арск у речки Хотня.

## История
Упоминалось также как Петропавловское, Урус-Баклауш, Аркадия. Основано в начале XIX века помещиком Петром Алексеевичем Перцовым (1778—1830), переселившимся сюда после 1815 года вместе с супругой Марией Ивановной, урождённой Веневитиновой (1784—1863) из Воронежской губернии. Согласно их внуку Петру Николаевичу, дед купил лесной участок, разработал его под имение, а крестьян перевёз сюда из других своих имений. 
В 1830 году Перцов выстроил в своём имении Петропавловскую церковь (архитектор П. Г. Пятницкий; освящена 2 февраля 1830 года). В том же году он скончался у своей старшей дочери Анны (в замужестве Вишняковой) в селе Тогашево и был похоронен в семейном склепе при этом храме. Там же поздне была захоронены его жена и сыновья Платон (1804—1873), оставшийся холостяком и занимавшийся в имении хозяйством и Николай (1816—1882). Всего же в семье было восемь сыновей и пять дочерей. В 1854 году здесь состоялась свадьбы Николая и Анны Демитнер. Десять лет спустя Николай, живший в Петербурге и потерпевший неудачу в своих деловых предприятиях, переехал с семьёй в Казань. Он занялся делами в Хотне и завёл здесь винокуренный завод. Это предприятие, как и попытка добычи селитры, также закончилось неудачей. Николай передал дела по имению Платону, а сам сделался местным мировым посредником, а затем мировым судьёй. 
Кроме винокуренного, в Хотне работал также кирпичный заводы, действовали школа и больница.

## Население
Постоянных жителей было: в 1859—348, в 1897—541, в 1908—485, в 1920—545, в 1926—728, в 1938—504, в 1949—261, в 1958—377, в 1970—283, в 1979 — 96, в 1989 — 37, 11 в 2002 году (русские 73 %, татары 27 %), 11 в 2010.